# Conus gloriamaris
Conus gloriamaris (конус слава морей) — вид брюхоногих моллюсков из семейства конусов (Conidae).

## Описание
Раковина тонкая, конусообразная. У взрослых моллюсков длина раковины составляет от 7,5 до 16,2 см. Основной цвет раковин белый. Поверхность раковины покрыта линиями от оранжево-коричневого до коричневого цвета, образующих сетчатый рисунок, состоящий из крохотных белых треугольников, имеющих тёмно-коричневую окантовку. Периостракум от желтовато- до коричневато-серого цвета, тонкий, прозрачный и гладкий. Раковина Conus gloriamaris рисунком напоминает раковину Conus textile, однако немного тоньше и прямее, менее вздутая.
Верхняя сторона белой ноги покрыта крапинами коричневого цвета с рядом тёмно-коричневых точек по краям. Передняя часть ноги оранжевого цвета, с чёрным пятном в центре. Задняя часть ноги коричневого цвета. Подошва ноги коричневая с бежевыми крапинами. Голова белого или коричневого цвета с тёмно-коричневыми поперечными полосами. Вершины щупалец снаружи коричневые. Сифон кремового цвета с коричневыми крапинами и широким чёрным кольцом по середине.

## Распространение
Conus gloriamaris обитает на песчаном дне на глубине от 10 до 300 м у побережья Филиппин, Папуа-Новой Гвинеи, Соломоновых Островов, Самоа, Фиджи и восточной Индонезии.

## Питание
Хищник. Питается другими моллюсками.

## Значение для человека
Conus gloriamaris является популярным объектом коллекционирования.
Свой ядовитый гарпун моллюск использует не только для охоты на добычу, но и для защиты, в том числе от человека.